# Марко Цинцар-Марковић
Марко Цинцар-Марковић (преминуо 13. јуна (31. маја) 1909) је био српски артиљеријски пуковник, командант жандармерије и старији рођени брат генерала Димитрија Цинцар-Марковића и отац министра спољашњих послова Краљевине Југославије Александра Цинцар-Марковића.

## Биографија
Нема пуно података о томе када је рођен, али се зна да је био старији рођени брат Димитрија Цинцар-Марковића. Њих двојица су заједно прошли кроз војну школу и учествовали у ратовима које је Србија водила у 19. веку. Током ратова је промрзао у пределу нога и развио гангрену. Касније током службе је постао командант жандармерије, где је остао неколико година. Због женидбе краља Александра Обреновића Драгом Машин се прилично изнервирао и почео је да им пише анонимна претећа писма. Напослетку је био ухваћен, и осуђен на неколико година затвора. Није одслужио целу казну пошто га је краљ Александар помиловао и вратио му пензију.
Тринаестог јуна (31. маја) 1909. се услед дугогодишњих срчаних проблема онесвестио и напослетку преминуо. Иза њега је остала жена са троје деце, међу којима је био и син Александар, који је доста касније постао министар спољашњих послова Краљевине Југославије.